# جدال الطاقة النووية
جدال الطاقة النووية هو خلاف طويل الأمد حول مخاطر وفوائد استخدام المفاعلات النووية لتوليد الكهرباء لأهداف مدنية. بلغ هذا الجدال ذروته خلال سبعينيات وثمانينيات القرن العشرين، الفترة التي ازداد فيها إنشاء المفاعلات النووية بشكل كبير ودخلت حيز التشغيل، و«وصلت إلى أعداد غير مسبوقة في تاريخ التكنولوجيا المختلف عليها» في بعض البلدان. فيما بعد، أمنت الصناعات النووية وظائف جديدة، مركزة على جانب الأمان، وتضاءلت المخاوف العامة من استخدامها بشكل كبير. في العقد الأخير، ومع ازدياد الوعي العام بتبدلات المناخ والدور الرئيس لانبعاثات ثنائي أكسيد الكربون والميثان في رفع حرارة الغلاف الجوي للأرض، برز جدال الطاقة النووية مجددًا. يشير مناصرو الطاقة النووية والمهتمون بتغيرات المناخ إلى الموثوقية التي تتصف بها هذه الطاقة، وخلوها من الانبعاثات، وقدرتها على توليد طاقة عالية الكثافة، إلى جانب وجود جيل من الفيزيائيين الشباب والمهندسين العاملين على ابتكار جيل جديد من التكنولوجيا النووية لاستبدالها بالوقود الأحفوري. على الجانب الآخر، يشير المشككون إلى وجود حوادث نووية مثل موت لويس سلوتن وحادثة ويند سكيل فاير وحادث جزيرة الثلاثة أميال وكارثة تشيرنوبل وكارثة فوكوشيما دايتشي النووية، إضافةً إلى تصاعد الأعمال الإرهابية العالمية، ليأخذوا موقفًا مناهضًا لاستمرار استخدام هذه التقنية. استمر الجدال يومين تناقش فيهما الطرفان، أولئك الذين يخشون استخدام الطاقة النووية، مع الذين يخشون على مستقبل الأرض في حال لم تستخدم البشرية الطاقة النووية. في عام 1963، افتتح مصنع الطاقة النووية الأكبر في العالم، وصرح الرئيس جون كينيدي بأن الطاقة النووية كانت «خطوةً على طريق السلام الطويل»، وأننا نستطيع «صيانة مواردنا باستخدام العلوم والتكنولوجيا لتحقيق تقدم معرفي جديد» لنترك العالم بصورة أفضل مما كان عليه. إلا أن الرئيس اعترف أن عصر الذرة «كان عصرًا مروعًا، وعندما شطرنا الذرة، غيرنا تاريخ العالم بأسره».
تفسر الحركة المؤيدة للطاقة النووية موقفها الداعم بعدة أسباب، فالطاقة النووية مصدر نظيف ومستدام للطاقة، ويقدم مقادير هائلةً من الطاقة اللامنقطعة دون تلويث الغلاف الجوي أو إطلاق انبعاثات الكربون التي تسبب الاحتباس الحراري. يتيح استخدام الطاقة النووية أعدادًا كبيرةً من الوظائف جيدة الأجر، ويحقق أمن الطاقة، ويقلل الاعتماد على الوقود المستورد والتعرض لمخاطر التسعير المرتبط بتخمين الموارد (موارد غير مكتشفة بعد) وسياسة الشرق الأوسط. دعم مناصرو الطاقة النووية فكرة انعدام تلوث الهواء تقريبًا باستخدام هذه التكنولوجيا، مقارنةً مع المقادير الهائلة من التلوث وانبعاثات الكربون التي يولدها احتراق الوقود الأحفوري مثل الفحم والنفط والغاز الطبيعي. يحتاج المجتمع الحديث طاقةً دائمة لتشغيل أنظمة الاتصال وشبكات الحاسوب ووسائط النقل والمصانع والمناطق السكنية ليلًا نهارًا. في غياب الطاقة النووية، تحتاج مرافق الخدمات إلى حرق الوقود الأحفوري لتتيح الاعتماد على شبكة الطاقة، ورغم إمكانية استخدام الطاقة الشمسية وطاقة الرياح، يبقى الوقود الأحفوري ضروريًا لأن هذه المصادر متقطعة. يعتقد المناصرون أيضًا أن الطاقة النووية هي السبيل الوحيد القابل للاستمرار لتحقيق استقلالية الطاقة للبلاد وتحقيق مساهماتهم الطموحةً المحددةً وطنيًا (إن دي سي إس) لخفض انبعاثات الكربون طبقًا لاتفاق باريس للمناخ الذي وافقت عليه 195 دولةً.
يؤكد المناصرون أن تخزين النفايات النووية يحمل مخاطر صغيرة والمخازن الموجودة قابلة للتخفيض باستخدام هذه النفايات لإنتاج الوقود اللازم للتكنولوجيا الجديدة في المفاعلات الأحدث. يعتبر سجل الأمان التشغيلي للطاقة النووية ممتازًا مقارنةً مع الأنواع الأخرى من مصانع الطاقة، إضافةً إلى إنقاذ الأرواح سنويًا عبر منع التلوث.
يقول المعارضون إن الطاقة النووية تطرح العديد من التهديدات للناس والبيئة، ويشيرون إلى وجود دراسات في أعمال علمية مطبوعة تطرح أسئلةً عن إمكانية أن تصبح الطاقة النووية مصدرًا مستدامًا للطاقة. تشمل هذه التهديدات مخاطر صحية وحوادث وأضرارًا بيئية ناتجةً عن تعدين اليورانيوم ومعالجته ونقله. تُضاف إلى ذلك مخاوف مرتبطة بانتشار الأسلحة النووية، إذ يخشى المعارضون تخريب الإرهابيين للمصانع النووية وتحويل الوقود المشع أو نفاياته أو إساءة استخدامه، إضافةً إلى التسرب الحاصل بشكل طبيعي نتيجة عملية التخزين المعيبة طويلة الأمد للنفايات النووية المشعة التي لم يوجد لها حل بعد.
زعم هؤلاء أيضًا أن المفاعلات أجهزة شديدة التعقيد، إذ يمكن أن تنحرف العديد من الأشياء عن مسار عملها الطبيعي، وقد حدثت بالفعل حوادث نووية خطيرة، ولا يعتقد المنتقدون أن هذه الأخطار قابلة للتخفيض بالتكنولوجيا الجديدة. يطرح المعارضون أسبابًا أخرى تدعم موقفهم، فإذا أخذنا كافة مراحل تكثيف الطاقة في سلسلة الوقود النووي بعين الاعتبار، بدءًا من عملية تعدين اليورانيوم وصولًا إلى عملية تفكيك السلاح النووي، سنجد أن الطاقة النووية لا تمثل مصدر طاقة كهربائية منخفض الكربون.